# Каустинен
Каустинен (фин. Kaustinen) — община в провинции Центральная Остроботния, Финляндия. Общая площадь территории — 361,12 км², из которых 7,09 км² — вода.

## Демография
На 31 января 2011 года в общине Каустинен проживают 4294 человек: 2163 мужчин и 2131 женщин.
Финский язык является родным для 97,19 % жителей, шведский — для 1,86 %. Прочие языки являются родными для 0,93 % жителей общины.
Возрастной состав населения:
- до 14 лет — 17,47 %
- от 15 до 64 лет — 64,18 %
- от 65 лет — 18,54 %

Изменение численности населения по годам:
| Год  | Численность |
| ---- | ----------- |
| 1980 | 3993        |
| 1990 | 4500        |
| 2000 | 4414        |
| 2010 | 4302        |
| 2011 | 4294        |

## Известные уроженцы и жители
- Пуумала Туомо (р. 1982) — депутат Парламента Финляндии